# René Etiemble
René Etiemble (ur. 25 stycznia 1909 w Mayenne, zm. 7 stycznia 2002 w Vigny) – francuski historyk literatury, eseista i pisarz.
W latach 1956–1978 był profesorem na Uniwersytecie Paryskim. Jego badania naukowe dotyczyły twórczości Arthura Rimbauda, orientalistyki, komparatystyki, francuskiej literatury współczesnej i literatury powszechnej. Pisał również powieści (m.in. L’Enfant de Choeur z 1937 i Peaux de Couleuvre z 1948).

## Wybrane prace naukowe
- Hygiène de lettres (t. 1–5 1952–1967)[1]
- Le Mythe de Rimbaud (1952—1961)[2]
- L’Orient philosophique (1957)[2]
- Supervielle (1960)[2]
- Parlez -vous franglais? (1963)[2]
- Comparaison n’est pas raison (1963) – w Polsce w „Pamiętniku Literackim” (nr. 59/3 z 1968 roku) ukazały się fragmenty tej pracy[1][2]
- Le sonnet des voyelles (1968)[2]
- Quelques essais de littérature universelle (1982)[1]